# Allodiscus
Allodiscus is een geslacht van weekdieren uit de klasse van de Gastropoda (slakken).

## Soorten
- Allodiscus absidatus B. A. Marshall & Barker, 2008
- Allodiscus adriana (Hutton, 1883)
- Allodiscus aurora B. A. Marshall & Barker, 2008
- Allodiscus austrodimorphus Dell, 1955
- Allodiscus basiliratus N. Gardner, 1967
- Allodiscus brooki B. A. Marshall & Barker, 2008
- Allodiscus camelinus B. A. Marshall & Barker, 2008
- Allodiscus cassandra (Hutton, 1883)
- Allodiscus chion (Sykes, 1896)
- Allodiscus climoi B. A. Marshall & Barker, 2008
- Allodiscus conopeus B. A. Marshall & Barker, 2008
- Allodiscus cooperi (Suter, 1907)
- Allodiscus cryptobidens (Suter, 1891)
- Allodiscus dimorphus (Reeve, 1852)
- Allodiscus ergodes B. A. Marshall & Barker, 2008
- Allodiscus erua B. A. Marshall & Barker, 2008
- Allodiscus fallax Powell, 1952
- Allodiscus godeti (Suter, 1891)
- Allodiscus goulstonei B. A. Marshall & Barker, 2008
- Allodiscus hazelwoodi B. A. Marshall & Barker, 2008
- Allodiscus kakano B. A. Marshall & Barker, 2008
- Allodiscus laganus B. A. Marshall & Barker, 2008
- Allodiscus mahlfeldae B. A. Marshall & Barker, 2008
- Allodiscus mirificus B. A. Marshall & Barker, 2008
- Allodiscus morioria B. A. Marshall & Barker, 2008
- Allodiscus negiae B. A. Marshall & Barker, 2008
- Allodiscus occidaneus B. A. Marshall & Barker, 2008
- Allodiscus pallidus B. A. Marshall & Barker, 2008
- Allodiscus patulus B. A. Marshall & Barker, 2008
- Allodiscus pumilus B. A. Marshall & Barker, 2008
- Allodiscus punakaiki B. A. Marshall & Barker, 2008
- Allodiscus pygmaeus B. A. Marshall & Barker, 2008
- Allodiscus southlandicus B. A. Marshall & Barker, 2008
- Allodiscus spiritus Powell, 1952
- Allodiscus tataensis (Climo, 1971)
- Allodiscus tawhiti B. A. Marshall & Barker, 2008
- Allodiscus tessellatus Powell, 1941
- Allodiscus tongariro B. A. Marshall & Barker, 2008
- Allodiscus tullia (Gray, 1850)
- Allodiscus turbotti Powell, 1948
- Allodiscus undulatus B. A. Marshall & Barker, 2008
- Allodiscus urquharti Suter, 1894
- Allodiscus venulatus (L. Pfeiffer, 1857)
- Allodiscus wairarapa B. A. Marshall & Barker, 2008
- Allodiscus wairoaensis Suter, 1894
- Allodiscus wairua B. A. Marshall & Barker, 2008
- Allodiscus waitomo B. A. Marshall & Barker, 2008
- Allodiscus waitutu B. A. Marshall & Barker, 2008
- Allodiscus worthyi B. A. Marshall & Barker, 2008
- Allodiscus yaldwyni B. A. Marshall & Barker, 2008